# Tengeng Wetan
Tengeng Wetan is een bestuurslaag in het regentschap Pekalongan van de provincie Midden-Java, Indonesië. Tengeng Wetan telt 4858 inwoners (volkstelling 2010).